# Glen Dale
|  | Aquest article tracta sobre la ciutat de Virgínia de l'Oest (Estats Units). Vegeu-ne altres significats a «Glendale». |

Glen Dale és una població dels Estats Units a l'estat de Virgínia de l'Oest. Segons el cens del 2000 tenia 1.552 habitants.

## Demografia
Segons el cens del 2000, Glen Dale tenia 1.552 habitants, 697 habitatges, i 469 famílies. La densitat de població era de 749 habitants per km².
Dels 697 habitatges en un 24,1% hi vivien nens de menys de 18 anys, en un 56,7% hi vivien parelles casades, en un 9% dones solteres, i en un 32,6% no eren unitats familiars. En el 30,4% dels habitatges hi vivien persones soles el 18,7% de les quals corresponia a persones de 65 anys o més que vivien soles. El nombre mitjà de persones vivint en cada habitatge era de 2,23 i el nombre mitjà de persones que vivien en cada família era de 2,75.
Per edats la població es repartia de la següent manera: un 19,3% tenia menys de 18 anys, un 5,9% entre 18 i 24, un 23% entre 25 i 44, un 28,1% de 45 a 60 i un 23,7% 65 anys o més.
L'edat mediana era de 46 anys. Per cada 100 dones de 18 o més anys hi havia 83,6 homes.
La renda mediana per habitatge era de 40.000 $ i la renda mediana per família de 49.306 $. Els homes tenien una renda mediana de 40.352 $ mentre que les dones 25.588 $. La renda per capita de la població era de 24.409 $. Entorn del 5,4% de les famílies i el 6,5% de la població estaven per davall del llindar de pobresa.

## Poblacions més properes
El següent diagrama mostra les poblacions més properes.